# U-977
Il sommergibile U-977 era un'unità classe U-Boot Tipo VII-C della Marina da guerra tedesca, utilizzato in servizio durante la seconda guerra mondiale. Il viaggio del sottomarino in Argentina ha portato a molte leggende, storie apocrife e teorie cospirative che, insieme all'U-530, avrebbe trasportato in fuga i leader nazisti (incluso lo stesso Adolf Hitler) e/o l'oro nazista in Sud America, che aveva fatto un passaggio di 66 giorni senza emersione, che aveva compiuto un viaggio segreto in Antartide o anche che sarebbe stato coinvolto nell'affondamento dell'incrociatore brasiliano Bahia come ultimo atto della battaglia dell'Atlantico.

## Progettazione
I sommergibili di tipo VIIC di tipo tedesco sono stati preceduti dai sommergibili tipo VIIB più corti.
L'U-977 aveva una stazza di 769 tonnellate in superficie e 871 in immersione. Aveva una lunghezza totale di 67,10 m, una lunghezza dello scafo a pressione di 50,50 m, un baglio di 6,20 m, un'altezza di 9,60 m, e un pescaggio di 4,74 m. Il sottomarino era alimentato da due motori diesel sovralimentati a quattro tempi della Germaniawerft F46 a sei cilindri che producevano da 2.800 a 3.200 cavalli metrici (da 2.060 a 2.350 kW) per l'uso in superficie. Due motori elettrici a doppia azione Brown, Boveri & Cie GG UB 720/8 producevano un totale di 750 cavalli metrici (550 kW) per l'uso in immersione. Aveva due alberi e due eliche 1,23 m. Il battello era in grado di operare fino a 230 metri di profondità.
Il sommergibile aveva una velocità di superficie massima di 17,7 nodi e una velocità massima in immersione di 7,6 nodi. Una volta immerso, il battello poteva operare per 80 miglia nautiche a 4 nodi, mentre una volta emerso poteva percorrere 8.500 miglia nautiche a 10 nodi.
L'U-977 era dotato di cinque tubi lanciasiluri da 53,3 cm (quattro montati a prua e uno a poppa), quattordici siluri, un cannone navale SK C / 35 da 8,8 cm, 220 colpi e un bicilindrico da 2 cm (0,79 pollici) C/30 cannone antiaereo. Il sommergibile aveva un equipaggio variabile da quarantaquattro a sessanta uomini.

## Armamento

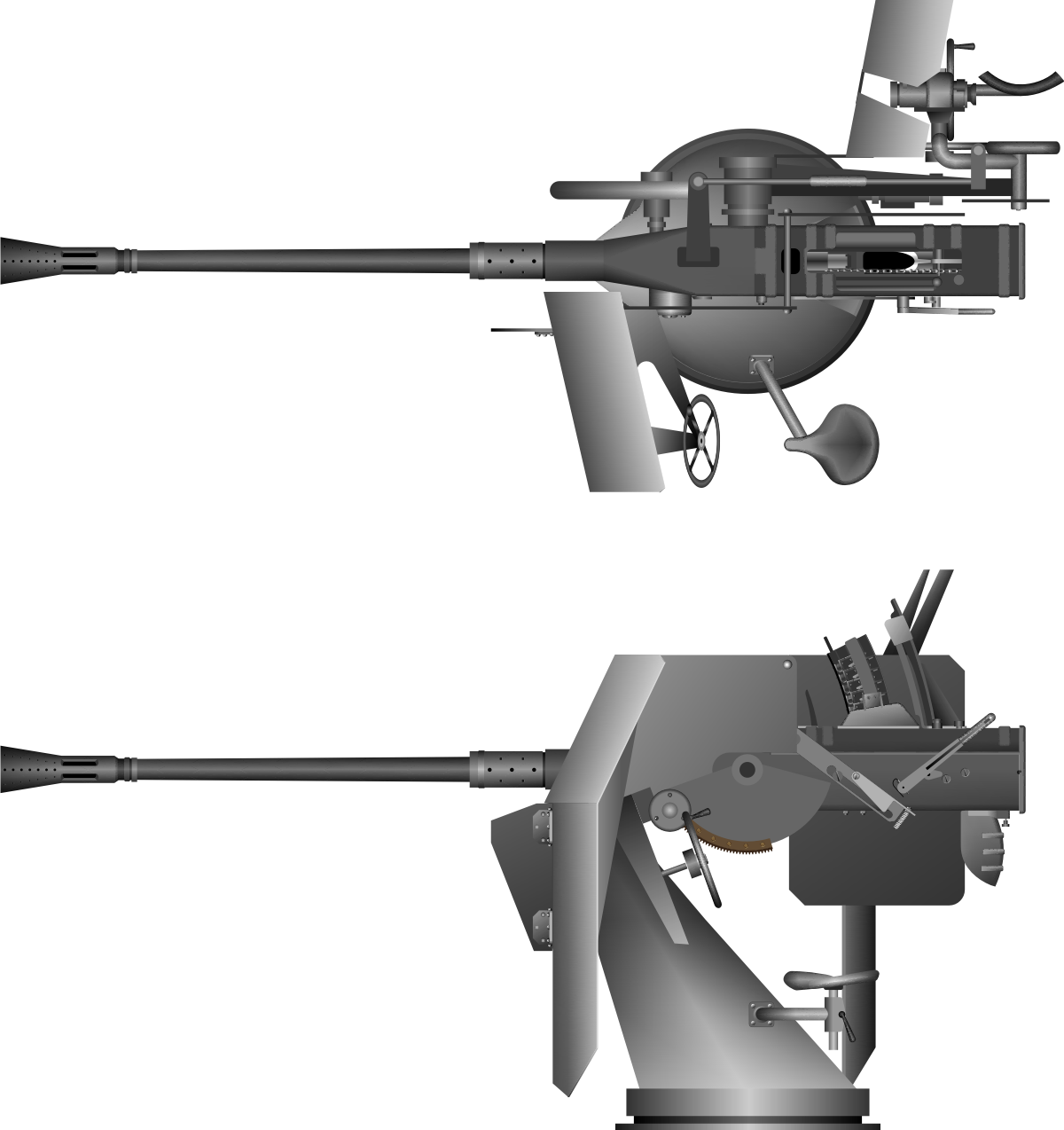
Il singolo cannone 3.7 cm Flak M42U montato su LM 43U

Sullo U-977 è stato montato un singolo cannone Flakzwilling M42U da 3,7 cm sulla rara montatura LM 43U. Il supporto LM 43U era il design finale del supporto usato su U-boat ed è noto solo per essere installato su pochi di loro (U-249, U-826, U-1023, U-1171, U-1305 e U- 1306). La Flak M42U da 3,7 cm è stata la versione marina del Flak da 3,7 cm, utilizzato dalla Kriegsmarine sui sommergibili di Tipo VII e Tipo IX.

## Servizio dell'U-977
L'U-977 è stato varato nel marzo del 1943. Durante i suoi primi due anni di servizio è stato utilizzato per l'addestramento e non ha effettuato pattuglie destinate alla guerra. Il 2 maggio 1945 è stato mandato sulla sua prima pattuglia e precisamente a Kristiansand in Norvegia, comandato dall'Oberleutnant zur See Heinz Schäffer (1921-1979). Gli ordini di Schäffer erano di entrare nel porto inglese di Southampton e affondare ogni nave da lì in partenza o arrivo. Questo sarebbe stato un compito molto pericoloso per un sommergibile di tipo VII. Quando l'Ammiraglio Dönitz ordinò a tutti i sottomarini d'attacco di ritirarsi il 5 maggio 1945, l'U-977 fu diretto verso il nord della Scozia.

### Viaggio verso l'Argentina

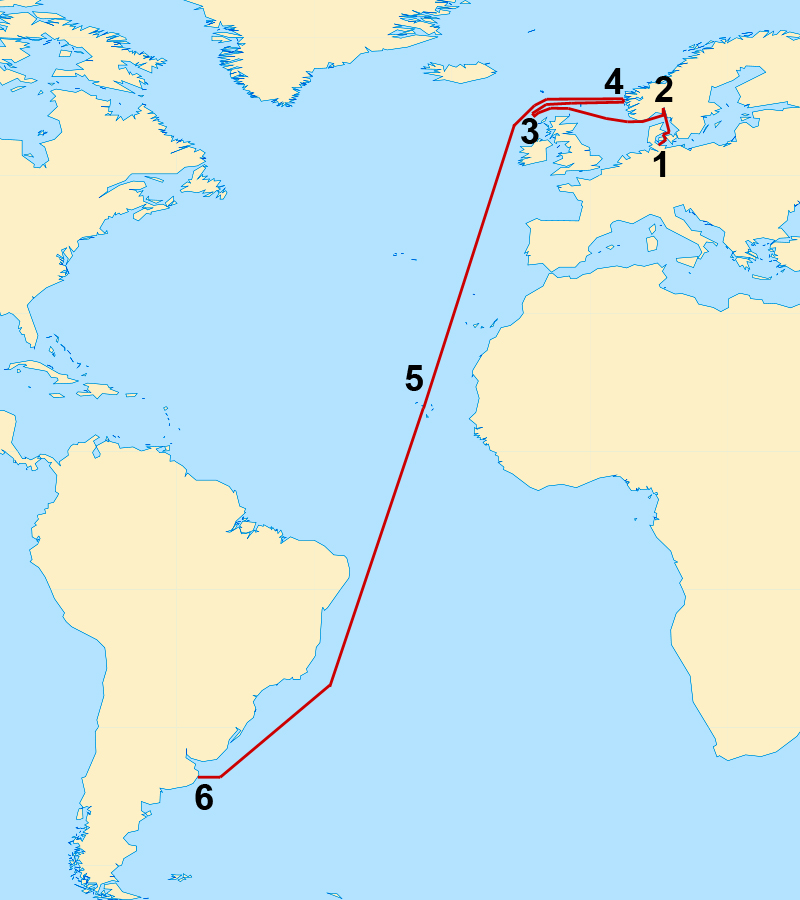
Itinerario e stazioni dell'U-977:
1. data di partenza a Kiel, aprile 1945;
2. stazione intermedia in Norvegia, 2 maggio 1945;
3. fine della guerra, 8 maggio 1945;
4. ritorno in Norvegia e inizio del passaggio sommerso, 10 maggio 1945;
5. fine del passaggio sommerso e toccate le isole di Capo Verde, luglio 1945;
6. in arrivo a Mar del Plata, in Argentina, il 17 agosto 1945.

Oblt.z.S. Schäffer decise di far rotta per l'Argentina anziché arrendersi. Durante il successivo interrogatorio, Schäffer, ha detto che la sua ragione principale era una propaganda tedesca trasmessa da Joseph Goebbels, il quale aveva affermato che il Piano Morgenthau degli alleati avrebbe trasformato la Germania in un "pascolo di capre" e che tutti gli uomini tedeschi sarebbero stati "ridotti in schiavitù e sterilizzati". Altri fattori sono stati il ricordo delle pessime condizioni e dei lunghi ritardi subiti dai prigionieri di guerra tedeschi, che sono stati rimpatriati alla fine della prima guerra mondiale (vedi il lavoro forzato dei tedeschi dopo la seconda guerra mondiale) e la speranza di migliori condizioni di vita in Argentina, ove esisteva una grande comunità tedesca.
Schäffer offriva agli uomini sposati l'opzione di sbarcare in Europa. 16 di loro scelsero di farlo e furono sbarcati dai gommoni sull'isola di Holsnøy vicino a Bergen il 10 maggio.
L'U-977 quindi salpò per l'Argentina. La versione di Schäffer del viaggio afferma che dal 10 maggio al 14 luglio 1945 fece un viaggio sommerso continuo con lo snorkel, "a 66 giorni, il secondo più lungo nella guerra (dopo i 68 giorni dell'U-978"), un resoconto in conflitto con il rapporto della US Navy del 19 settembre 1945, che contraddice la versione di Schäffer.
Il rapporto della Marina degli Stati Uniti sugli interrogatori dell'equipaggio dell'U-977 fu compilato entro un mese dalla resa dell'imbarcazione. In esso non si fa menzione di un viaggio di 66 giorni sempre in immersione, un'omissione eclatante dal momento che il ricordo del viaggio doveva essere stato fresco nelle menti dell'equipaggio tedesco. Hanno detto agli interrogatori americani che l'U-977 aveva «...fatto il passaggio dell'Islanda in rotta 300° (cioè da nord a ovest) immergendosi una volta per l'avvistamento di un aereo e una volta per  l'avvistamento di una nave: "era anche D/F" d molte volte alla fine di maggio"». (Questo può anche significare attraversare la profondità di Schnorchel e poi immergersi sul contatto, possibili errori di traduzione durante gli interrogatori e gli interroganti, che non hanno fatto domande chiarificatrici).
Secondo il rapporto della Marina, il sottomarino si fermò nelle isole di Capo Verde per una breve pausa, quindi completò il viaggio viaggiando in superficie usando un motore. Attraversando l'equatore il 23 luglio, arrivò a Mar del Plata, in Argentina, il 17 agosto, dopo 99 giorni in mare da Bergen e un viaggio di 7.644 nmi. Schäffer sosteneva di aver attraversato l'equatore il 23 o 24 luglio 1945, su questo sono d'accordo sia la Marina USA che Schäffer. Confrontando il rapporto USN con il resoconto di Schäffer, l'impressione è di due viaggi separati dalla Norvegia che s'incontrano all'equatore il 23 luglio 1945.
La versione Schäffer del viaggio disse che dopo essersi fermati a Capo Verde per una breve pausa, completarono il resto del viaggio alternando passaggi in parte in superficie, in parte immersi, arrivando a Mar del Plata, in Argentina, il 17 agosto, dopo 99 giorni di mare da Bergen in un viaggio di 7.644 miglia nautiche.
Dopo essersi arresi alle autorità argentine, com'era successo all'equipaggio dell'U-530, furono estradati negli Stati Uniti dove sostennero di aver silurato l'incrociatore Bahia. Poi nel Regno Unito, dove hanno affrontato accuse di aver sbarcato i leader nazisti in Argentina, prima di arrendersi. Schaeffer fu rilasciato nel 1947. L'U-977, come lU-530, fu catturato dalla US Navy e affondato durante gli esercizi di fuoco navale, nel suo caso nel 1946, quando fu usato come bersaglio.

## Nei media
Schäffer in seguito scrisse un libro: U-977 - 66 Tage unter Wasser (traducibie in italiano come U-977 - 66 giorni sott'acqua), il primo memoriale postbellico di un ex ufficiale di U-boot. Fu pubblicato nel 1952 e tradotto in inglese con il titolo U-boat 977.
La nipote di Schäffer, Nadine Poulain, ha diretto un documentario intitolato U-977 - 66 days under the water.